# Секчов
Се́кчов (словац. Sekčov) — река в Словакии (Прешовский край), приток Торисы. Длина реки — 44 км.
Река берёт начало в горах Чергов восточнее села Гертник. Высота истока — 740 м над уровнем моря. Течёт на юг. Впадает в Торису в черте города Прешов.
На реке расположены населённые пункты Раславице, Демьята, Тульчик, Финтице и Прешов. Через реку перекинуто несколько автомобильных и железнодорожных мостов.